# Ivanovo (Servië)
Ivanovo (Servisch: Иваново / Ivanovo; Hongaars: Sándoregyháza; Bulgaars: Ivanovo (Иваново); Duits: Alexanderkirchen of Iwanowo) is een dorp in de gemeente Pančevo in de provincie Vojvodina
Het dorp geldt als het meest zuidelijk gelegen dorp met een Hongaars karakter. De Hongaren vormen er dan ook de relatieve meerderheid. De tweede belangrijke groep zijn de Bulgaren.

## Geschiedenis

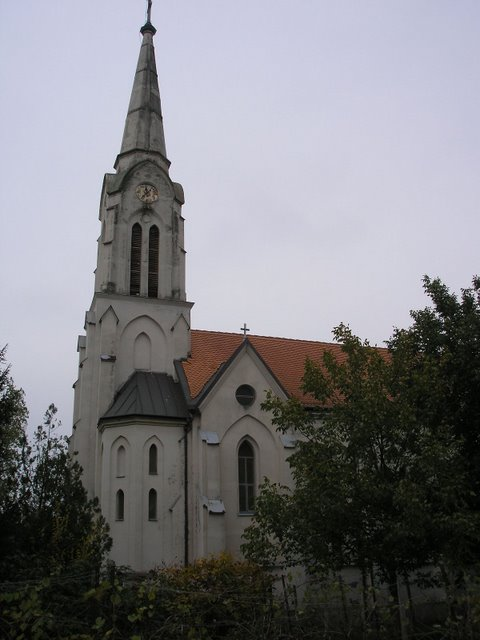
De katholieke kerk van St. Vendelín

Het dorp is in 1876 gesticht door Bulgaarse en Duitse kolonisten in het dan verlaten gebied van de Militaire Grens tussen het Ottomaanse rijk en het Oostenrijks-Hongaarse rijk. In de jaren 1883-1886 komt de groep Hongaarse bewoners vanuit Boekovina naar Ivanovo. Het gaat om de groep Széklers van Boekovina die door de Hongaarse regering werden overgebracht binnen de grenzen van het Koninkrijk Hongarije.

## Bevolking
De samenstelling van de bevolking was bij verschillende volkstellingen als volgt:
| Jaar | Totaal | Hongaren | Bulgaren | Serviërs | Joegoslaven | Slowaken | Onbeslist | Duitsers |
| ---- | ------ | -------- | -------- | -------- | ----------- | -------- | --------- | -------- |
| 1869 | 824    | 0,0%     | N/A%     | 0,0%     | 0,0%        | 0,0%     | 0,0%      | N/A%     |
| 1880 | 724    | 0,0%     | N/A%     | 0,0%     | 0,0%        | 0,0%     | 0,0%      | N/A%     |
| 1890 | 2.129  | N/A%     | N/A%     | 0,0%     | 0,0%        | 0,0%     | 0,0%      | N/A%     |
| 1991 | 1.439  | 46,14%   | 27,44%   | 10,42%   | 11,60%      | 0,76%    | 0,13%     | 0,0%     |
| 2002 | 1.131  | 39,96%   | 27,14%   | 19,71%   | 2,12%       | 1,32%    | 4,68%     | 0,0%     |